# Grenier et kotarka à Novo Miloševo
Le « grenier et kotarka à Novo Miloševo » (en serbe cyrillique : Житни магацин и котарка у Новом Милошеву ; en serbe latin : Žitni magacin i kotarka u Novom Miloševu) est un grenier de stockage des céréales et un séchoir à maïs situé à Novo Miloševo-Beodra, dans la province de Voïvodine, dans la municipalité de Novi Bečej et dans le district du Banat central, en Serbie. Il est inscrit sur la liste des monuments culturels protégés de la République de Serbie (identifiant no SK 1989).

## Présentation

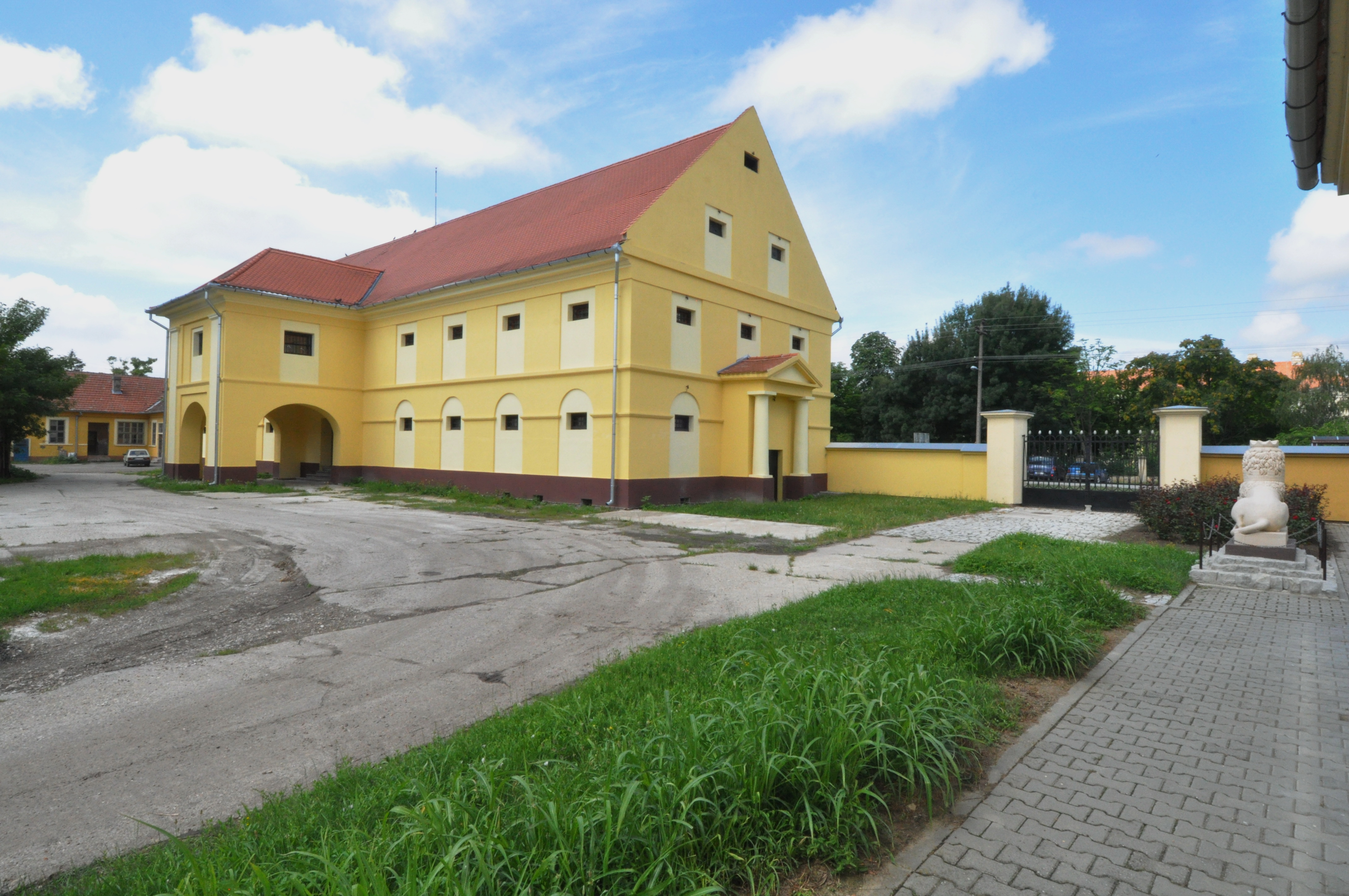
La cour du grenier.

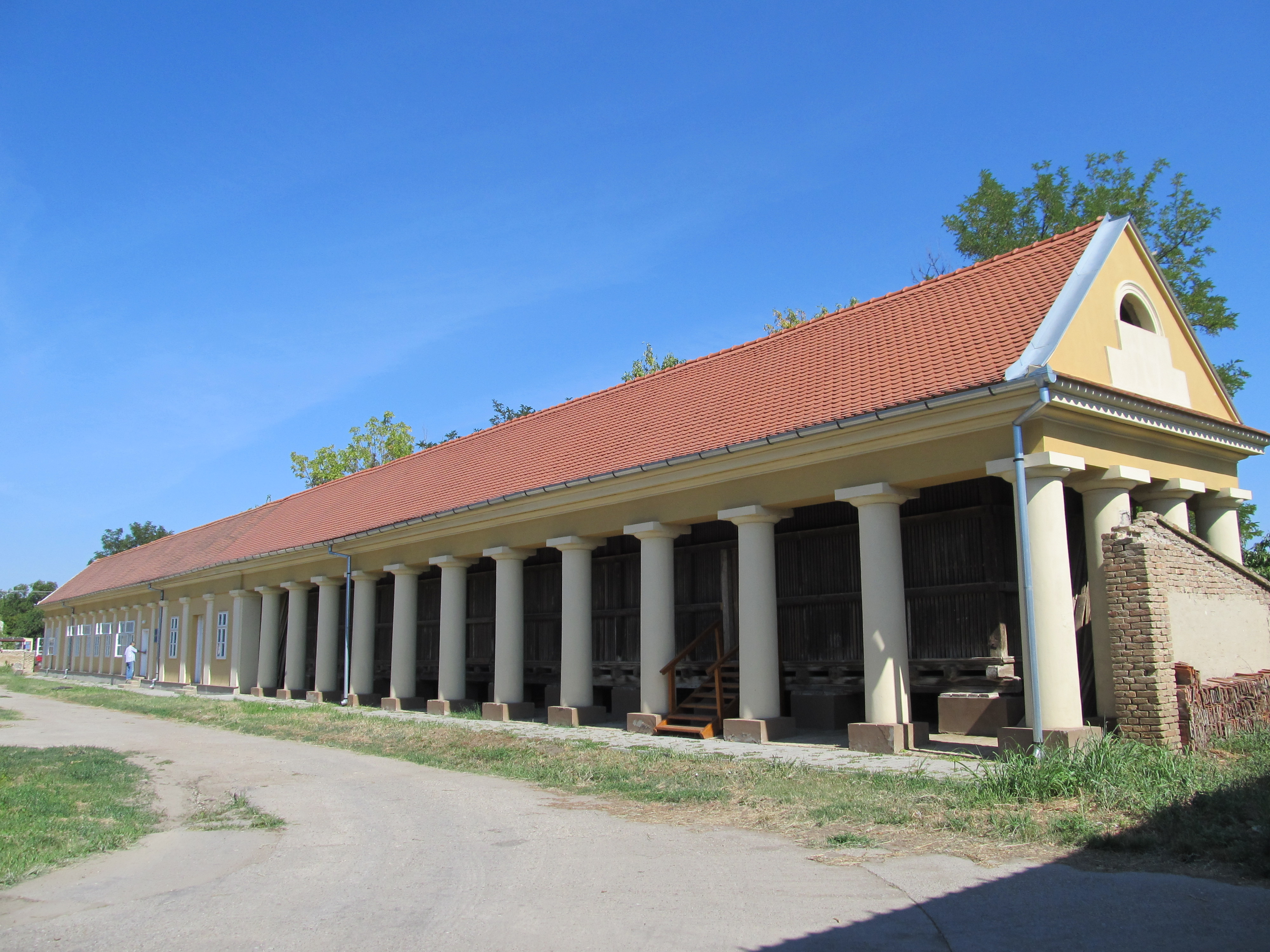
Vue du séchoir (kotarka).

Le grenier, conçu pour le stockage des céréales, a été construit en 1834. Il est constitué d'un seul bâtiment massif aligné sur la rue, non loin du château Karátsonyi. De forme rectangulaire, il est doté de petits porches sur la façade sur rue ainsi que sur les façades latérales et d'un grand porche sur la façade sur cour. Les façades sont décorées de moulures en plâtre demi-circulaires au rez-de-chaussée et aplaties au premier étage. Les petits porches possèdent des colonnes avec des chapiteaux doriques sur lesquelles reposent des frontons triangulaires ; le grand porche arrière dispose d'ouvertures demi-circulaires qui permettent d'entrer dans le bâtiment mais sans accès à l'étage supérieur. Le toit à deux pans, avec des pignons, est recouvert de tuiles. Â l'intérieur, le grenier a conservé toute sa structure en bois pour le stockage des céréales, ainsi que les colonnes, poutres, entretoises, planchers et autres.
Le séchoir à maïs (kotarka), quant à lui, situé un peu en retrait de l'alignement de la rue, est un bâtiment très allongé construit dans l'esprit du classicisme. Autrefois construit en bois, il était édifié au-dessus du sol et reposait sur des piliers en pierres ; il possédait un porche ouvert et une colonnade avec des colonnes aux chapiteaux doriques supportant une architrave ; au début du XIXe siècle, le porche a été fermé et cette partie est devenue un espace d'habitation. Le toit à pignon est recouvert de tuiles.
La kotarka est aujourd'hui transformée en musée régional,.

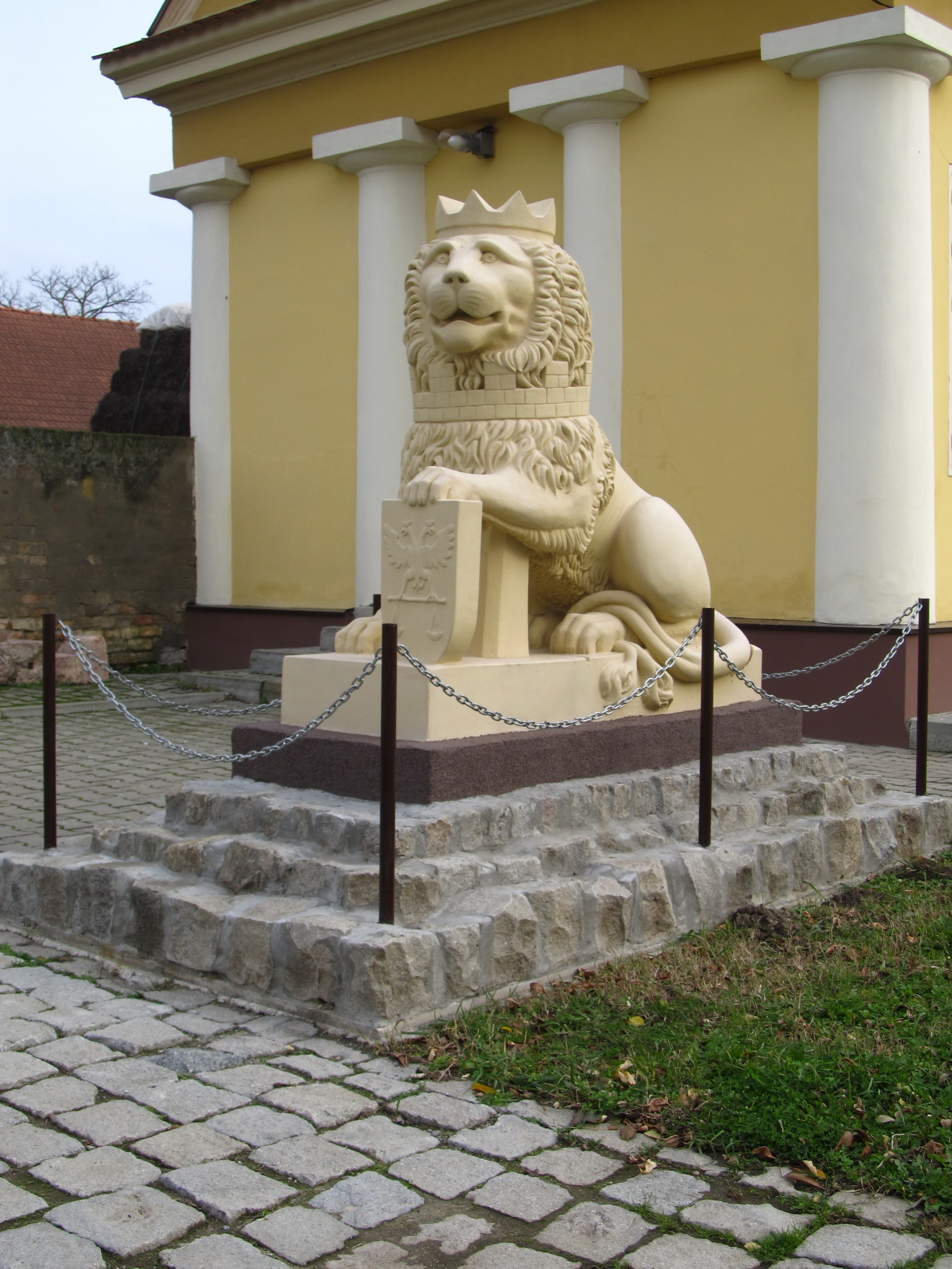
Lion gardant les armoiries de la famille Karátsonyi devant la kotarka.